# 帕拉提那斯
帕拉提那斯（英語：Pratinas），约活动于公元前6世纪至公元前5世纪前后。古希腊菲利乌斯的诗人之一，首位羊人剧作家。他创作的50部剧目中有32部为羊人剧，他也写悲剧、酒歌及舞曲。他在公元前5世纪初在雅典参加比赛。在一现存的残篇的重要部分，记述了合唱队攻击长笛演奏者，因为笛声淹没了酒歌的歌词的情形。

## 扩展阅读
- Smith, William (编), ,  vol. 3, London: John Murray: 516–517, 1880
- Chisholm, Hugh (编). .  (第11版). London: Cambridge University Press. 1911.
- 本条目包含来自公有领域出版物的文本: Chisholm, Hugh (编).  (第11版). London: Cambridge University Press. 1911.